# Una calle de París
«Una calle de París» es una canción del grupo musical español Duncan Dhu, con música de Mikel Erentxun y letra de Diego Vasallo. Incluida en su tercer álbum, El grito del tiempo.

## Descripción
Tema romántico y melancólico, ambientado en una descrita como triste zona de la ciudad de París, el tema se convirtió en uno de los más emblemáticos de la banda, siendo recordado por sus seguidores incluso 25 años después de su lanzamiento.
La canción, de género pop, presenta influencias de rockabilly y country, con influencia, a criterio de parte de la crítica, de los estadounidenses Violent Femmes.
El tema fue versionado por El Sueño de Morfeo para el álbum Cien gaviotas dónde irán... Un tributo a Duncan Dhu, de 2005 y por Marta Sánchez en el programa de televisión A mi manera (2016).
La canción Una calle de París fue incluida como cara A del sencillo del mismo título, mientras que la cara B fue el tema titulado Volveran Por Mi. Una calle de París, con una duración de 2:21 minutos, constituía el octavo corte del álbum El grito del tiempo, lanzado al mercado en 1987, mientras que el sencillo lo hizo un año más tarde.